# Live Recorded At Club Città On Apr.27.2013
Live Recorded At Club Città On Apr.27.2013 è un album dal vivo del gruppo musicale italiano Formula 3, pubblicato dall'etichetta discografica Vivid Sound nel 2013.

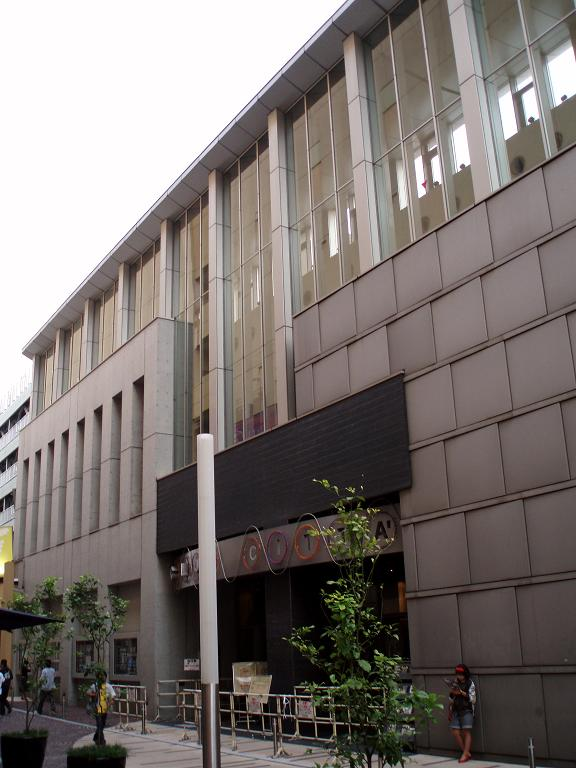
Club Città

## Descrizione
Registrazione del concerto che si tenne il 27 aprile 2013 presso il Club Città a Kawasaki in Giappone, uscì in doppio CD solo per il mercato giapponese e in tiratura limitata.   
Errori sulla copertina: nel CD1 la prima traccia è erroneamente scritta senza la "s" Die Irae invece di Dies Irae, riportato in traccia 3 un errato Folle sentimento al posto di Questo folle sentimento, omessa la quarta traccia Sognando e risognando, traccia 6 scritto Eppure mi son scordato invece di Eppure mi son scordato di te. Nel CD2 invertite la traccia 3 con la 4 e lievi errori di ortografia come  Che cose sei invece di Che cosa sei e traccia 5 Patrica invece di Patricia.
Sei canzoni sono del gruppo Il Volo di cui Radius faceva parte.

## Tracce
(indicate nell'esatta esecuzione e non come riportato sulla copertina)

### CD1
1. Dies Irae – 9:42
2. La grande casa – 5:58
3. Questo folle sentimento – 4:16
4. Sognando e risognando – 9:32
5. Aeternum – 4:02
6. Eppur mi son scordato di te – 5:30
7. Molecole – 6:05
8. Come una zanzara in Africa – 5:50
9. Il calore umano – 6:13
10. Svegliandomi con te alle sei del mattino – 9:11
11. Gente in amore – 6:06

Durata totale: 72:25

### CD2
1. La mia rivoluzione – 7:26
2. Il respiro di Laura – 8:16
3. Il tempo di morire – 4:43
4. Che cosa sei – 5:43
5. Patricia – 5:06
6. Rapsodia di Radius – 8:55
7. Nel ghetto – 7:47
8. Dieci ragazze – 4:16

Durata totale: 52:12

## Formazione
- Alberto Radius - voce, chitarra elettrica, chitarra acustica
- Alfredo Vandresi - batteria
- Enrico Bianchi - tastiere
- Ciro di Bitonto - tastiere